# That's My Line (film)
Pour plus de détails, voir Fiche technique et Distribution.
That's My Line est un film américain de comédie réalisé en 1931 par William Goodrich sous le pseudonyme de William Goodrich.
C'est le premier film de la série de courts-métrages Traveling Salesman Comedies.

## Synopsis
Un homme voyage au Mexique pour vendre sa ligne de sous-vêtements. Il attire l'attention d'une honnête señorita qui n'est pas en accord avec le chef d'un gang de bandits. Le voyageur atteint bientôt la frontière USA / Mexique.

## Fiche technique
- Titre : That's My Line
- Réalisation : Fatty Arbuckle (sous le pseudonyme de William Goodrich)
- Scénario : Fatty Arbuckle (sous le pseudonyme de William Goodrich)
- Monteur : Fred Maguire
- Producteur : Lew Lipton
- Production : RKO Pathé Pictures
- Pays de production :  États-Unis
- Durée : 20 minutes
- Format : Noir et blanc
- Langue : Anglais
- Genre : Comédie
- Date de sortie :
  - États-Unis : 13 juillet 1931

## Distribution
- Louis John Bartels : le voyageur
- Paul Hurst : bandit mexicain
- Doris McMahon : la señorita
- Gino Corrado : un homme de main
- Bert Young : un homme de main
- Al Thompson : un homme de main
- Glen Cavender : un homme de main

## Postérité
Dans les années 1930, le film est sonorisé es doublé par Tino Scotti.